# Claire Joanny
Pour les articles homonymes, voir Joanny.
Claire Joanny, née le 28 septembre 1951 à Crozon (Finistère), est une femme politique française membre du parti politique Les Verts.

## Biographie
- Ingénieur IDN (École centrale de Lille promotion 1973)
- Directrice régionale de l'environnement de Guyane

## Détail des fonctions et des mandats
Mandats électoraux
- 1983: élue conseillère municipale de Dunkerque[1]
- 25 juillet 1989 - 10 décembre 1991 : Députée européenne